# Classe Jaguar (1923)
Pour les articles homonymes, voir Jaguar (homonymie).
Pour les autres classes de navires du même nom, voir Classe Jaguar.
La classe Jaguar est une classe de contre-torpilleurs, conducteurs de flottille, de la marine française.
Les six navires ont été construits entre 1922 et 1926. Ils faisaient partie d'un programme de modernisation de la marine française après la Première Guerre mondiale.

## Conception

Lignes du contre-torpilleur Jaguar.

## Les navires de la classe
| Nom      | Chantier                                        | Lancement         | Destin                                                                   |
| -------- | ----------------------------------------------- | ----------------- | ------------------------------------------------------------------------ |
| Jaguar   | Arsenal de Lorient                              | 6 novembre 1923   | Torpillé le 23 mai 1940 par 2 vedettes allemandes devant Malo-les-Bains  |
| Tigre    | Ateliers et chantiers de Bretagne               | 2 août 1924       | Condamné le 4 janvier 1954                                               |
| Léopard  | Ateliers et chantiers de la Loire Saint-Nazaire | 29 septembre 1924 | Perdu par échouement 27 mai 1943 devant Tobrouk                          |
| Chacal   | Ateliers et Chantiers de Saint-Nazaire          | 28 octobre 1924   | Coulé le 24 mai 1940 par l'aviation allemande au sud de Boulogne-sur-Mer |
| Panthère | Arsenal de Lorient                              | 28 octobre 1924   | Sabordé le 9 septembre 1943 par les Italiens à La Spezia                 |
| Lynx     | Ateliers et chantiers de la Loire               | 25 février 1925   | Sabordé le 27 novembre 1942 à Toulon                                     |